# أنطيوخوس الثالث ملك كوماجيني
أنطيوخس الثالث إبيفانيس (باليونانية:Ἀντίοχος ὀ Ἐπιφανής) حاكم مملكة كوماجيني من 12 قبل الميلاد إلى 17 بعد الميلاد. وكان ابن وخليفة الملك مثرادات الثالث و يوتابا أميرة ميديا وملكة كوماجيني ذات الأصل الأرميني واليوناني .

عندما مات أنطيوخس في 17 م، خلقت وفاته مشاكل كبيرة للمملكة.وفي وقت وفاة أنطيوخس، كانت مملكة كوماجيني في اضطرابات سياسية. أسبابها غير واضحة، ولكن قد يكون نتيجة صراع لأبنائه من قبل زوجته الملكة يوتابا. هذا قد يعني أنه لا توجد سلطة فعالة لمنع الاضطرابات المدنية وتوحيد مواطني كوماجيني.

ولا يعرف سوى القليل جدا عن حياته وحكمه كملك. بعد وفاة أنطيوخس، يبدو ان اثنين من الفصائل تصارعوا. وكان على رأس الفصيلة الأولى النبلاء الذين يريدون كوماجيني أن توضع تحت حكم الإمبراطورية الرومانية والفصيل الآخر قادها المواطنين الذين يريدون الاستقلال والاحتفاظ بأرضهم تحت حكم ملكهم .

أرسلت كل من الفصائل السياسية السفارات إلى روما، والسعي إلى تقديم المشورة والمساعدة من الإمبراطور الروماني تيبريوس للبحث في مستقبل مملكة كوماجيني. قرر تيبريوس جعل كوماجيني جزء من مقاطعة رومانية من سوريا. وكان لهذا القرار استقبال من قبل العديد من المواطنين . بقيت كوماجيني تحت الحكم الروماني حتى استعادة الإمبراطور الروماني كاليجولا المملكة لأبناء أنطيوخس "في 38 م.